# Odette Threinen
Odette Threinen (Eupen, 2 november 1959) is een Belgisch Duitstalig politica voor Ecolo.

## Biografie
Threinen behaalde in 1981 het diploma van sociaal assistent en was van 1983 tot 1990 gouwleider bij de jeugdbeweging KLJ in de Duitstalige Gemeenschap. Vervolgens ging ze aan de slag als sociaal assistente, eerst in de familiehulp, daarna vanaf 1993 in de psychologische sector. Ook werd ze voorzitter van Alteo, een organisatie die volwassenonderwijs aanbiedt aan personen met een handicap en mensen met sociale en psychologische problemen.
Zij engageerde zich eveneens in de politiek en zetelt sinds 2012 namens Ecolo in de OCMW-raad van Eupen. In februari 2022 volgde ze Michel Neumann op als provincieraadslid van Luik. Hierdoor werd ze automatisch ook raadgevend lid van het Parlement van de Duitstalige Gemeenschap. Ze bleef lid met raadgevende stem van deze assemblee tot in juni 2024, toen provincieraadsleden niet meer in aanmerking kwamen voor deze functie.